# 4U (テレビ番組)
『4U』（フォー・ユー）は、2013年10月11日から2015年3月27日まで、中京テレビで放送されていた生活情報番組。

## 概要
『ラッキーフライデー!!』の後継番組であり、且つ土曜朝（以前は金曜夕方）に放送されていた『ラッキー!!』と統合する形で開始された、金曜朝の生活情報番組である。司会は『ラッキー!!フライデー』より引き続き、きくち教児と中京テレビのアナウンサーの前田麻衣子が務めたほか、一日名誉司会としてお笑い芸人などが週替りで出演していた。しかし、2014年春の番組改編により、きくち教児は司会を卒業。一日名誉司会も廃止され、2014年4月4日から前田麻衣子に加え一日名誉司会経験者からスピードワゴンとはんにゃが選ばれ、隔週でMCを務めるようになった。このほか、前番組から平田璃香子やヴィトルもプレゼンターとしてコーナー出演している。
本番組開始に伴い、直前枠で放送の『スッキリ!!』は中京テレビでは金曜日のみ9:30飛び降りとなる。
2015年3月27日で終了。同年4月3日からは9時30分～10時25分までは『スッキリ‼』金曜をフルネットに復し、10時25分～11時00分までは後継番組『クレママ』が放送開始される。

## 放送時間
| 期間       | 期間       | 放送時間（日本時間）         | 備考                                                            |
| ---------- | ---------- | ---------------------------- | --------------------------------------------------------------- |
| 2013.10.11 | 2014.09.26 | 金曜日 09:30 - 11:01（91分） |                                                                 |
| 2014.10.03 | 2015.03.27 | 金曜日 09:30 - 11:00（90分） | 後続の『それいけ!アンパンマン』の放送時間1分拡大に伴い、1分縮小 |

## 出演者
メインMC
- スピードワゴン（井戸田潤・小沢一敬）
- はんにゃ（金田哲・川島章良）
- 前田麻衣子（中京テレビアナウンサー）

プレゼンター
- 平田璃香子
- ヴィトル
- 本田剛文（BOYS AND MEN）
- 松岡ひとみ（映画パーソナリティ）
- 佐野祐子（中京テレビアナウンサー）

お天気キャスター
- 橋本祐佳（気象予報士）

### 過去の出演者
- きくち教児 - 番組の放送開始より司会を担当したが2014年3月をもって番組を卒業。その後はゲストとして「教児のさんぽ旅」のコーナーで不定期出演している[2]。
- 金原健二（気象予報士） - 2014年3月までお天気キャスターを務める。

### 「一日名誉司会」出演者
その後に隔週MCとなったスピードワゴンとはんにゃも、一日名誉司会の経験者である。スギちゃんは名誉司会廃止後も「さすらいの朱肉ロード」のコーナーで不定期出演、野々村真や水野裕子はプレゼンターやゲストとして不定期出演している。
- おさる
- 嘉門達夫
- 小島よしお
- 次長課長
- スギちゃん
- 野々村真
- ハライチ
- 水野裕子
- 山川恵里佳

## 主なコーナー
- 特集
- バス旅
- 旬☆4U
- エンタメ4U
- シネマ4U

## スタッフ
- 演出 - 樽谷浩司
- 構成 - 河村賢次
- ディレクター - 牛沢英郎、山本晃生、青山善美、西尾優里、武内祐子
- プロデューサー - 風間一徳、長屋努
- 制作協力 - CTV MID ENJIN
- 製作著作 - 中京テレビ